# Departamento de Polícia Judiciária da Capital
O Departamento de Polícia Judiciária da Capital (Decap) é um dos órgãos de execução da Polícia Civil do Estado de São Paulo. Atua nos trabalhos de polícia judiciária (investigação criminal) e tem por área de circunscrição todo o território da cidade de São Paulo. Está subordinado à Delegacia Geral de Polícia (DGP).
Suas atribuições englobam a apuração de todos os delitos ocorridos em sua circunscrição, ressalvados os de cunho militar e os de atribuição da União. Também realiza diligências fora de sua região, quando necessárias para a execução de sua atividade fim.
Foi criado pelo Decreto Estadual nº 33.829 de 23 de setembro de 1991 em substituição ao Departamento das Delegacias Regionais de Polícia da Grande São Paulo (DEGRAN), juntamente com seu co-irmão, o Departamento de Polícia Judiciária da Macro São Paulo (Demacro).
O Grupo de Operações Especiais (GOE) era vinculado à Diretoria do DECAP desde sua criação, em 1991, mas em 2019 foi extinto e incorporado ao Departamento de Operações Policiais Estratégicas (DOPE), por meio do Decreto Estadual 64.359/2019.

## Estrutura

### Diretoria
- Assistência Policial
  - Unidade de Inteligência Policial (U.I.P.)
  - Centro de Controle de Cartas Precatórias (C.C.C.P.)
  - Centro Integrado de Assuntos Prisionais (CIAP)

### Divisão Operacional
- Delegacia de Polícia da Pessoa com Deficiência
- Delegacia de Polícia do Metropolitano (DELPOM), responsável pela investigação de crimes cometidos nas dependências do Metrô da cidade de São Paulo. Sua sede é na Estação Barra Funda do Metrô.
- Delegacias Seccionais de Polícia: todas as Delegacias Seccionais de Polícia do DECAP coordenam ao menos uma Delegacia de Defesa da Mulher (DDM) e uma Delegacia de Defesa do Idoso em suas respectivas regiões, além das seguintes Delegacias de Polícia Distritais (93 Distritos Policiais, ou DPs):
  - 1ª Delegacia Seccional de Polícia (região central da cidade): 1º DP, 2º DP, 3º DP, 4º DP, 5º DP, 6º DP, 8º DP, 12º DP, 77º DP e 78º DP., 1° DDM.
  - 2ª Delegacia Seccional de Polícia (zona sul da cidade): 16º DP, 17º DP, 26º DP, 27º DP, 35º DP, 36º DP, 83º DP, 95º DP, 96º DP e 97º DP, 2° DDM.
  - 3ª Delegacia Seccional de Polícia (zona oeste da cidade): 7º DP, 14º DP, 15º DP, 23º DP, 33º DP, 34º DP, 37º DP, 46º DP, 51º DP, 75º DP, 87º DP, 89º DP, 91º DP e 93º DP, 3° DDM.
  - 4ª Delegacia Seccional de Polícia (zona norte da cidade): 9º DP, 13º DP, 19º DP, 20º DP, 28º DP, 38º DP, 39º DP, 40º DP, 45º DP, 72º DP, 73º DP, 74º DP e 90º DP, 4° DDM.
  - 5ª Delegacia Seccional de Polícia (zona leste da cidade): 10º DP, 18º DP, 21º DP, 29º DP, 30º DP, 31º DP, 42º DP, 52º DP, 56º DP, 57º DP, 58º DP e 81º DP, 5° DDM.
  - 6ª Delegacia Seccional de Polícia (região do bairro de Santo Amaro): 11º DP, 25º DP, 43º DP, 47º DP, 48º DP, 80º DP, 85º DP, 92º DP, 98º DP, 99º DP, 100º DP, 101º DP e 102º DP, 6° DDM.
  - 7ª Delegacia Seccional de Polícia: 22º DP, 24º DP, 32º DP, 50º DP, 59º DP, 62º DP, 63º DP, 64º DP, 65º DP, 67º DP, 68º DP e 103º DP, 7° DDM.
  - 8ª Delegacia Seccional de Polícia (região do Bairro de São Matheus): 41º DP, 44º DP, 49º DP, 53º DP, 54º DP, 55º DP, 66º DP, 69º DP e 70º DP, 8°DDM.

### Divisão de Administração
- Serviço de Finanças, Serviço de Pessoal e Serviço de Apoio Administrativo